# William Wendell Rogers
William Wendell Rogers (ur. 10 listopada 1896 w Alberton, zm. 11 stycznia 1967 w St. John) – kapitan Royal Flying Corps, kanadyjski as myśliwski No. 1 Squadron RAF. 
William Wendell Rogers urodził się w Alberton, Prince Edward Island,  w Kanadzie. Do RFC został przeniesiony w 1916 roku, na wiosnę 1917 roku został przydzielony do No. 1 Squadron RAF. 
Pierwsze zwycięstwo powietrzne odniósł 12 lipca 1917 roku. Było to zwycięstwo nad samolotem Albatros D.III w okolicach Menen. Było to zwycięstwo odniesione razem z innym pilotem jednostki H. S. Daviesem. 20 października 1917 odniósł swoje piąte dające tytuł asa zwycięstwo. Pilotując samolot Nieuport 27 w okolicach Linselles zestrzelił niemieckiego Albatrosa D.V. 
Największym osiągnięciem Rogersa było samodzielne zestrzelenie 12 grudnia 1917 samolotu bombowego Gotha G. Samolot należał do jednostki Bogohl 3 i dowodzony był przez kapitana Rudolfa Kleine, odznaczonego najwyższym niemieckim odznaczeniem wojennym Pour le Mérite. Klein oraz jego trzyosobowa załoga zginęła. Ostatnie zwycięstwo odniósł 18 grudnia 1917 roku. W okolicach Moorslede zestrzelił niemiecki samolot Albatros D.V.